# Samsung Galaxy A11
O Samsung Galaxy A11 é um smartphone Android desenvolvido e fabricado pela Samsung Electronics. Faz parte da série Galaxy A, que é voltada para o mercado intermediário. A empresa divulgou este telefone no dia 13 de março de janeiro de 2020.

## Software
O smartphone sai de fábrica com sistema operacional móvel Android 10 com a interface One UI 2 da Samsung.